# Equ
Equ è un gruppo musicale rock italiano, attivo dal 1996.

## Storia del gruppo
Il gruppo nasce nel 1996.
Nel 2005 vengono selezionati per la categoria Giovani a Sanremo con il brano L'Idea.
Il 20 gennaio 2006 esce il loro primo album, Equ.
Nel 2009 esce il secondo album "LIQUIDO" che esprime un clima musicale perfettamente in equilibrio tra atmosfere rock-progressive e canzone d'autore raffinata. Uno dei brani di questo album "Il Pendolo", è stato interpretato dall’attore Claudio Santamaria.
Nel 2013 esce il terzo album “UN ALTRO ME” un concept album che si avvale di preziose collaborazioni. Hanno preso parte a questo lavoro Alessandro Bergonzoni, coautore del testo “Eccetera eccetera”, Federico Bellini (drammaturgo di Antonio Latella), Francesco Gazzè (autore dei brani del fratello Max), il produttore artistico Marco Canepa (Alan Parson, Mia Martini, Paolo Conte, Branduardi, Zucchero, ecc.).
Con questo nuovo lavoro abbandonano, in una sorta di “rinascita”, il linguaggio tipicamente rock/pop, focalizzando l'attenzione a una strada più “teatrale” e performativa, che utilizza nuovi strumenti, come l'immagine e altri linguaggi sonori.
Il 6 luglio 2013 gli Equ vincono la IX edizione del “Premio Bindi” con il brano “il Solito” contenuto all’interno del disco “un altro me”.
Sempre nel 2013 partecipano al Premio Tenco come gruppo ospite.
Nel 2014 sono tra gli 8 vincitori di Musicultura aggiudicandosi il premio come "Miglior Testo" con la canzone "eccetera eccetera".
Nel 2015 lavorano come direttori musicali nello spettacolo teatrale di Mario Perrotta "Toni sul Po" (spettacolo vincitore del premio UBU 2015).
A giugno 2018, commissionato da Ravenna Festival, gli EQU lavorano al progetto Durante, una sorta di teatro-canzone - il titolo richiama il nome di battesimo di Dante - composta da parti recitate e canzoni surreali. Gabriele Graziani e Vanni Crociani hanno scritto lo spettacolo avvalendosi della supervisione dello scrittore Eugenio Baroncelli. Il viaggio, in questo caso, è attraverso l’inconscio, con risultati surreal-musicali per i quali Graziani e Crociani saranno affiancati da sei musicisti versatili in grado di passare dalla musica classica al jazz e alla canzone d’autore (Fabio Cimatti e Giacomo Toschi al sassofoni, Andrea Batani al trombone e glockenspiel, Amedeo Santolini chitarre, Alessandro Padovani contrabbasso e Mirko Berlati batteria).
Nella Primavera 2019 esce il disco "Durante", quarto lavoro discografico della band.
Dal 2019 al 2021 la band propone dal vivo lo spettacolo "Durante" in teatri e piazze di varie città italiane, partecipando a rassegne quali Borgo sonoro, Mystfest, e l'Artista che non c'era.
In alcune occasioni, per la presentazione di "Durante" si avvalgono della collaborazione sul palco di Ivano Marescotti, che interpreta la voce narrante che fa da filo conduttore alle canzoni.
Dal 2022, la band affianca allo spettacolo "Durante" presentato con voce narrante e la band di 8 elementi al completo, anche uno spettacolo con canzoni del repertorio originale e alcune cover, presentato in una formazione ristretta di 4 elementi (voce, piano/tastiere, basso elettrico, batteria): Ci sarà tempo per ballare, momenti per ascoltare e attimi per riflettere nel trascorrere del tempo del concerto degli EQU. Il nuovo progetto parte da un desiderio di riflettere sul tempo trascorso e su come questo tempo, apparentemente perduto, possa essere esplorato, ricreato e riutilizzato.  Una canzone finisce dopo che è stata scritta? Uno spettacolo finisce dopo che è stato eseguito? Sono queste le domande a cui gli EQU provano a rispondere portando in scena un concerto intenso e potente. Le canzoni che si susseguono raccontano di un viaggio nel passato e nel futuro: nuove sonorità colorano brani inediti e del repertorio, mantenendo, come filo conduttore, l’occhio sempre attento agli artisti che hanno ispirato la band e che saranno idealmente presenti durante lo spettacolo con la presentazione di alcune cover. Arrangiamenti e ritmiche potenti, riff con influenze rock/alternative e sonorità prog, danno forza a orecchiabili linee melodiche e a liriche profonde, surreali, ironiche, da sempre marchio di fabbrica della coppia Graziani – Crociani.

### Durante
Commissionato da Ravenna Festival per l’edizione 2018, Durante è uno spettacolo che nasce dalla rilettura surreale della Divina Commedia in tre narrazioni (Inferno, Purgatorio, Paradiso) intercalate da canzoni.
Dallo spettacolo, che si è tenuto a giugno-luglio 2018 presso i Chiostri Francescani di Ravenna, nel dicembre 2018 nasce l'omonimo disco "Durante", contenente 12 canzoni.
“Nel bel mezzo di una mattina d’estate, mi sono ritrovato un buco al centro della testa” così si apre il Libretto distruzione che gli EQU hanno preparato per i loro ascoltatori, mettendoli subito di fronte alla serie di giochi di parole con cui il protagonista di questo singolare viaggio nell’Oltremondo conduce la narrazione di un amore sì surreale ma che, qualcuno potrà pensare dopo la fine dello disco, tutti avremmo potuto avere vissuto o essere sul punto di vivere.
La musica di Vanni Crociani è al servizio della parola, asseconda la rima, l’assonanza, l’omofonia, la disgregazione delle sillabe e gioca con il ritmo della narrazione, sempre più serrato verso la fine, come una sorta di colonna sonora. Se nei lavori precedenti di EQU era il gruppo a lavorare sugli arrangiamenti, specialmente in sede di registrazione, in questa occasione Vanni Crociani ha scritto per esteso tutte le parti, pensandole in una situazione “muta”, ma avendo in mente strumentisti ben precisi, con i quali collabora da tempo e di cui conosce lo stile e il contributo personale all’interno del gruppo. Per la prima volta in EQU i musicisti suonano dunque una parte scritta, come se fossero in un’orchestra, con l’eleganza della musica classica, passando da pagine in cui è richiesta grande precisione del suono a situazioni quasi rumoristiche, fino a momenti che sembrano richiamare l’elettronica, sebbene del tutto assente.

#### Tracce
1. Dopodiché
2. Il giardiniere di Recanati
3. Con i se con i ma
4. Cucù
5. Il quanto
6. Il cantastorie
7. Anna allo specchio
8. Il sarto
9. Manca il blu
10. La rosa bianca
11. Beatrice
12. Durante

### Un altro me
Il 27 novembre 2012 esce il loro terzo lavoro, il concept album Un altro me. Con il videoclip Goccia hanno vinto il contest Back to the new future del Romagna Creative District. L'album narra di un pittore che, alla ricerca del quadro perfetto, dipinge sé stesso, mentre il quadro ritrae la realtà. Il titolo dell'album deriva dal fatto che ognuno di noi può trovare sé stesso e il suo doppio: la parte razionale e la sua parte emotiva e artistica. "La vita è un viaggio senza logica" dicono gli EQU” e "se è vero che la verità non è mai una sola, la realtà non può essere una".
La storia che si svolge in due parti. La prima molto concreta e reale, descrive le abitudini di un barista (Il solito, L'inventario) che, fin dalle prime luci del giorno, si muove come un automa e incomincia la sua Vita da bar. Tutto uguale, tutti i giorni, finché un corto circuito elettrico “che si rivela in un certo senso anche emotivo” come spiega Gabriele Graziani, voce e autore dei testi “lo costringe a interrompere la sua attività e immergersi in un percorso introspettivo che lo porterà a conoscere meglio sé stesso”.
Da qui un passaggio temporale che apre al secondo tempo. Inutile nella sua recita quotidiana, spaesato, fuori posto, il barista si rivede nel suo passato di pittore ritrattista. La musica e le immagini diventano più astratte e rarefatte, proprio come può esserlo la pittura. Incomincia il cammino che lo porta a trovare il suo stile perfetto. L'artista, il viaggio interiore, l'amore, la sua vita che si guarda allo specchio, diventano acquerelli che vanno a imprimersi negli occhi e nell'anima di chi ascolta.
Nel luglio del 2013 con Il solito, brano di apertura di Un altro me, si sono aggiudicati il prestigioso Premio Bindi e la Targa Afi (Associazione Fonografici italiani).

## Formazione attuale (Quartetto 2022)
- Gabriele Graziani – voce
- Vanni Crociani – pianoforte e tastiere
- Alessandro Padovani – basso elettrico
- Mirko Berlati - batteria

## Formazione attuale (Durante)
- Gabriele Graziani – voce
- Vanni Crociani – pianoforte e tastiere
- Amedeo Santolini – chitarre
- Alessandro Padovani – contrabbasso, basso elettrico
- Mirko Berlati - batteria, percussioni, clarinetto
- Fabio Cimatti - sassofoni
- Giacomo Toschi - sassofoni
- Andrea Batani - trombone, glockenspiel

## Formazione fino al 2016
- Gabriele Graziani – voce
- Vanni Crociani – pianoforte e tastiere
- Alessandro Fabbri – batteria, percussioni
- Michele Barbagli – chitarra, basso elettrico

## Formazione fino al 2008
- Gabriele Graziani – voce (1996)
- Vanni Crociani – pianoforte e sassofono (1996)
- Alessandro Fabbri – percussioni, effetti, basso (1996)
- Daniele Boscherini – chitarra elettrica (1998)
- Tommaso Anagni – Batteria (1996)
- Roberto Olivetti – chitarra acustica (1998)

## Discografia

### Album
- 2006: Equ
- 2008: Liquido
- 2012: Un altro me
- 2018: Durante